# Jekatierina Diemidowa
Jekatierina Jakowlewna Diemidowa (ros. Ектери́на Я́ковлевна Деми́дова, ur. 3 czerwca 1940 we wsi Dubinino, zm. 21 listopada 2018) – radziecka tkaczka, Bohater Pracy Socjalistycznej (1973).

## Życiorys
Od dzieciństwa pracowała na polach lnianych w swojej wsi – Dubnino. W 1954 wraz ze starszym bratem przeniosła się do Leningradu, w 1959 skończyła dwuletnią szkołę fabryczną i podjęła pracę w fabryce tkackiej "Raboczij", później ukończyła technikum przemysłu tekstylnego i lekkiego ZSRR. Od 1967 należała do KPZR, w listopadzie 1979 została przewodniczącą Obwodowego Komitetu Związku Zawodowego Robotników Przemysłu Tekstylnego i Lekkiego w Leningradzie, od 5 marca 1976 do 25 lutego 1986 była członkiem Centralnej Komisji Rewizyjnej KPZR.

## Odznaczenia
- Medal Sierp i Młot Bohatera Pracy Socjalistycznej (31 grudnia 1973)
- Order Lenina
- Order Czerwonego Sztandaru Pracy